# مات لونش (سياسي)
مات لونش (بالإنجليزية: Matt Lynch)‏ هو سياسي أمريكي، ولد في 11 يونيو 1951. نشط حزبياً في الحزب الجمهوري. وقد انتخب عضو مجلس نواب أوهايو.

## وصلات خارجية
- الموقع الرسمي